# Palazzo Amendolea-Cavatore

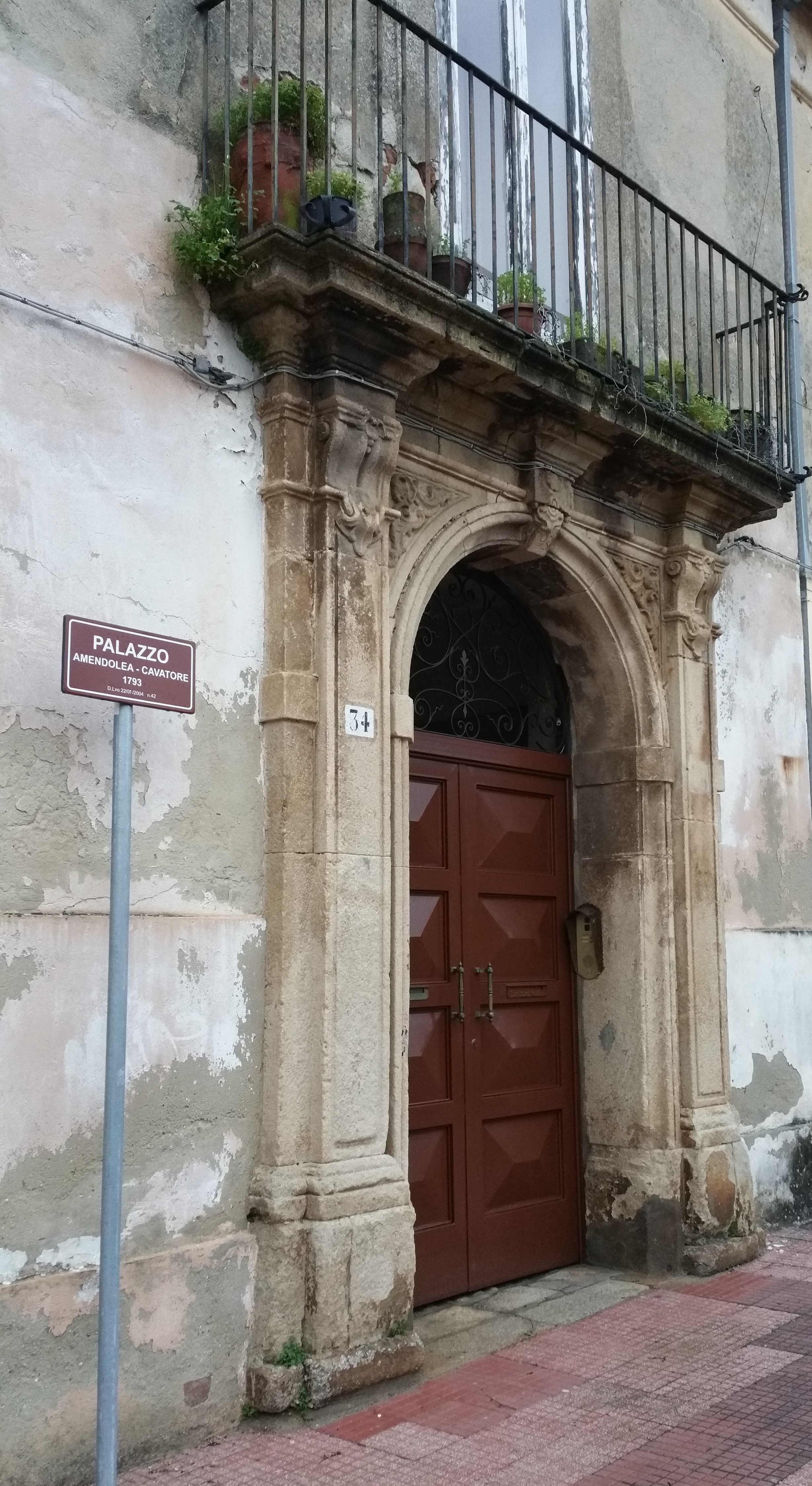
Eingangstor zum Palazzo Amendolea-Cavatore in Polistena

Der Palazzo Amendolea-Cavatore ist ein Palast aus dem Jahr 1793 in Polistena in der italienischen Region Kalabrien. Er gilt als Kulturgut im Sinne des D.L.vo n°42/04, Titel 1, 2 und 3.

## Geschichte
1783 wurde Polistena zusammen mit einem großen Teil der Zentren des südlichen Kalabriens fast vollständig durch das Erdbeben am 5. Februar zerstört. Nach dem Beben wurde die Stadt nach den Plänen des Architekten Pompeo Schiantarelli aus Neapel komplett wiederaufgebaut, wobei eine Stadtanlage geschaffen wurde, die teilweise aus Einfamilien-Reihenhäusern und teilweise aus kleinen Palästen mit Innenhof für das gehobene Bürgertum besteht. Zu letzteren gehörte auch der Palazzo Amendolea-Cavatore, früher auch Palazzo Rodinò-Lidonnici.

## Beschreibung
Der Palast war einer der ersten, der nach dem Erdbeben 1783 errichtet wurde. Die Hauptfassade unterscheidet sich von den Seitenfassaden durch ein großes Eingangsportal zu den Piani nobili in der Mitte. Das steinerne Portal sticht durch einen Bogen mit Doppelpfeilern und Architrav und ein stark vorspringendes Gesims hervor, das sich bis zum Balkon darüber fortsetzt. Dieses Portal ist das Einzige, das im Schlussstein das Baujahr des Palastes, 1793, eingraviert hat. Der Palast hat eine regelmäßige Form mit architektonisch sehr gepflegtem Innenhof und doppelter Bogenanordnung am Treppenhaus.
Vom Zwischenpodest der Treppe, die symmetrisch in zwei Zügen angelegt ist, gelangt man in den großen Garten. Der Innenhof, die Zugangstreppen zu den oberen Stockwerken, die Korbbögen, die Wände der Baukörper zum Innenhof hin, die die Treppenzüge enthalten Elemente und Formen der klassischen Reminiszenz und des Charakters des Spätbarock, gefiltert durch Beispiele aus Sizilien. Dies trifft auf die gemischtlinigen Rahmen zu, die in diesem Palast die Öffnungen der oberen Stockwerke verschließen. Die Bodenbeläge des Empfangssalons, des Innenhofes und des Treppenpodests bestehen aus Flusskieseln, die in einem Mörtelbett verlegt wurden. Das erste Obergeschoss, das einmal von einer einzigen Familie (Rodinò-Lidonnici) bewohnt wurde, wurde in zwei Wohnungen aufgeteilt (Amendolara und Cavatore); heute gehört der Palast den Familien Furci und Cavatore.

### Bildergalerie

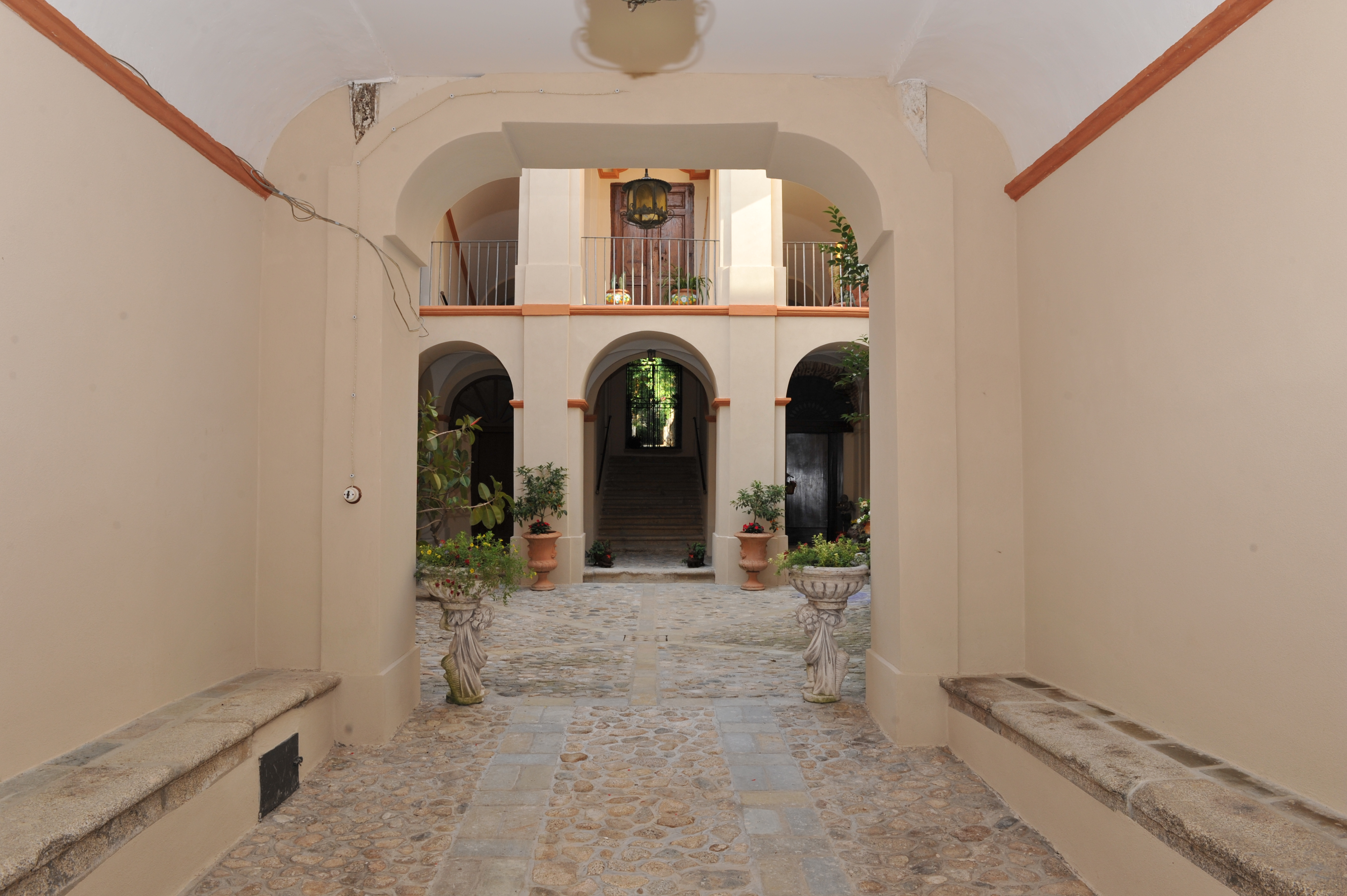
Empfangssalon nach der Restaurierung
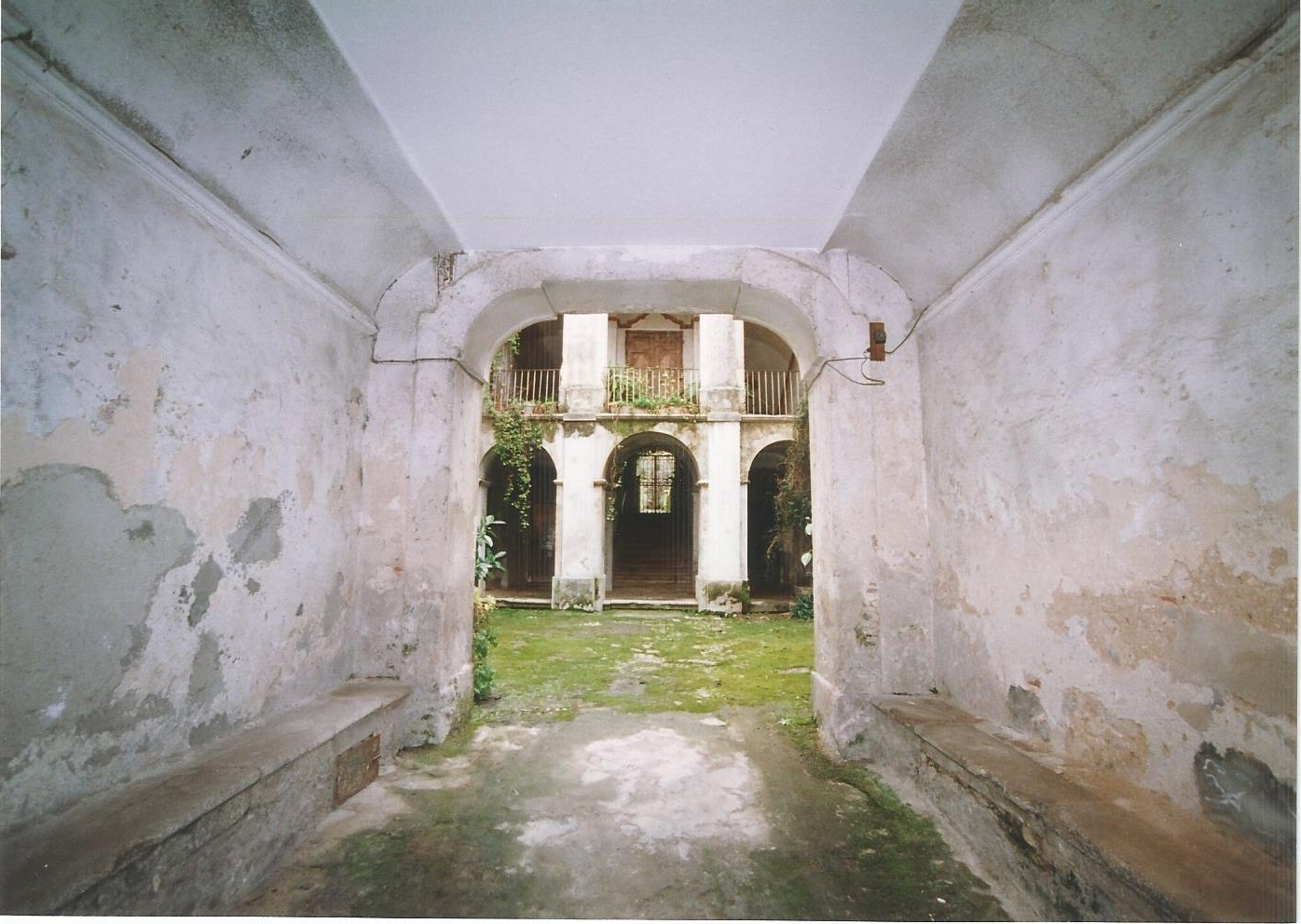
Empfangssalon vor der Restaurierung
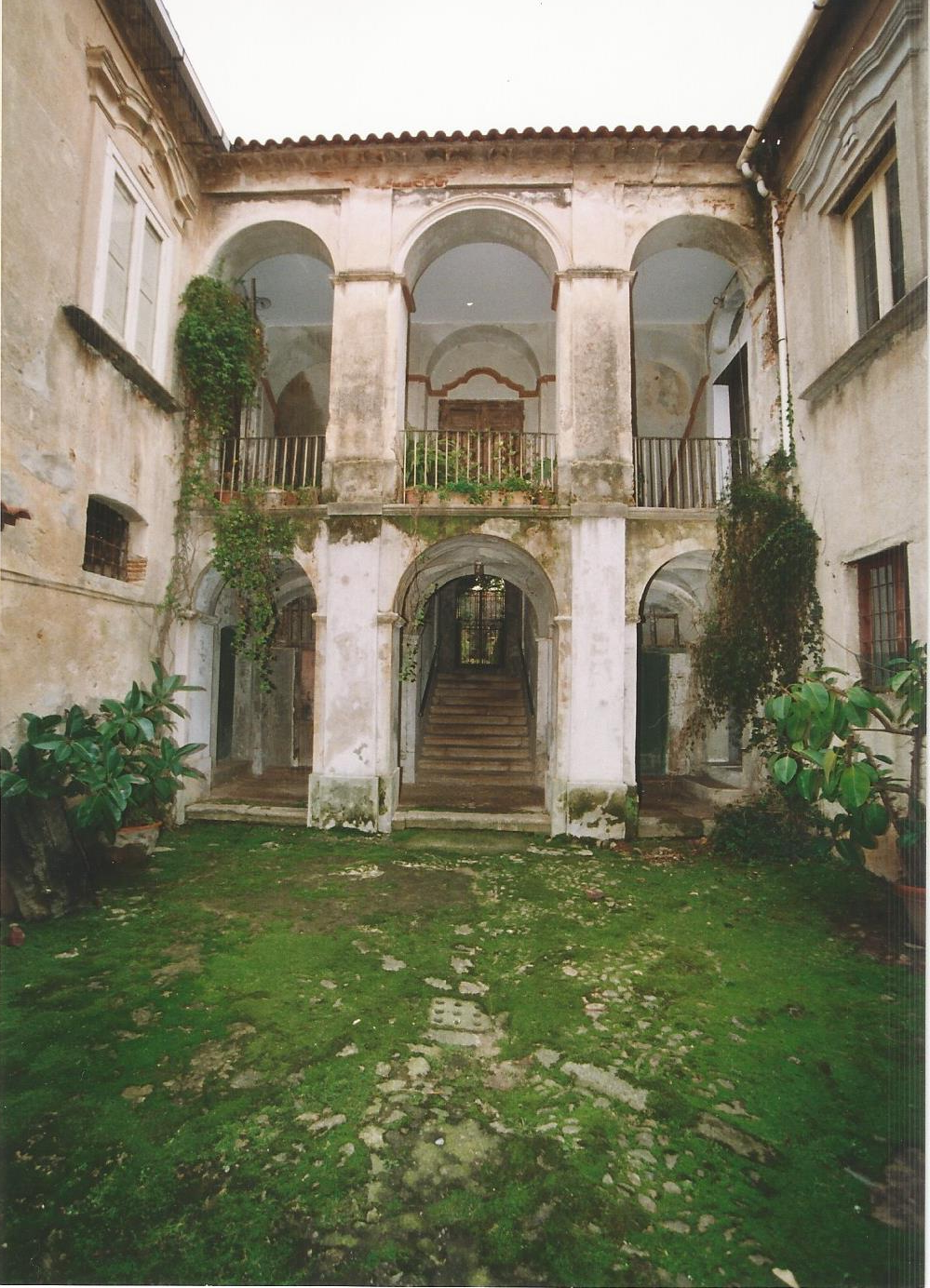
Innenhof vor der Restaurierung
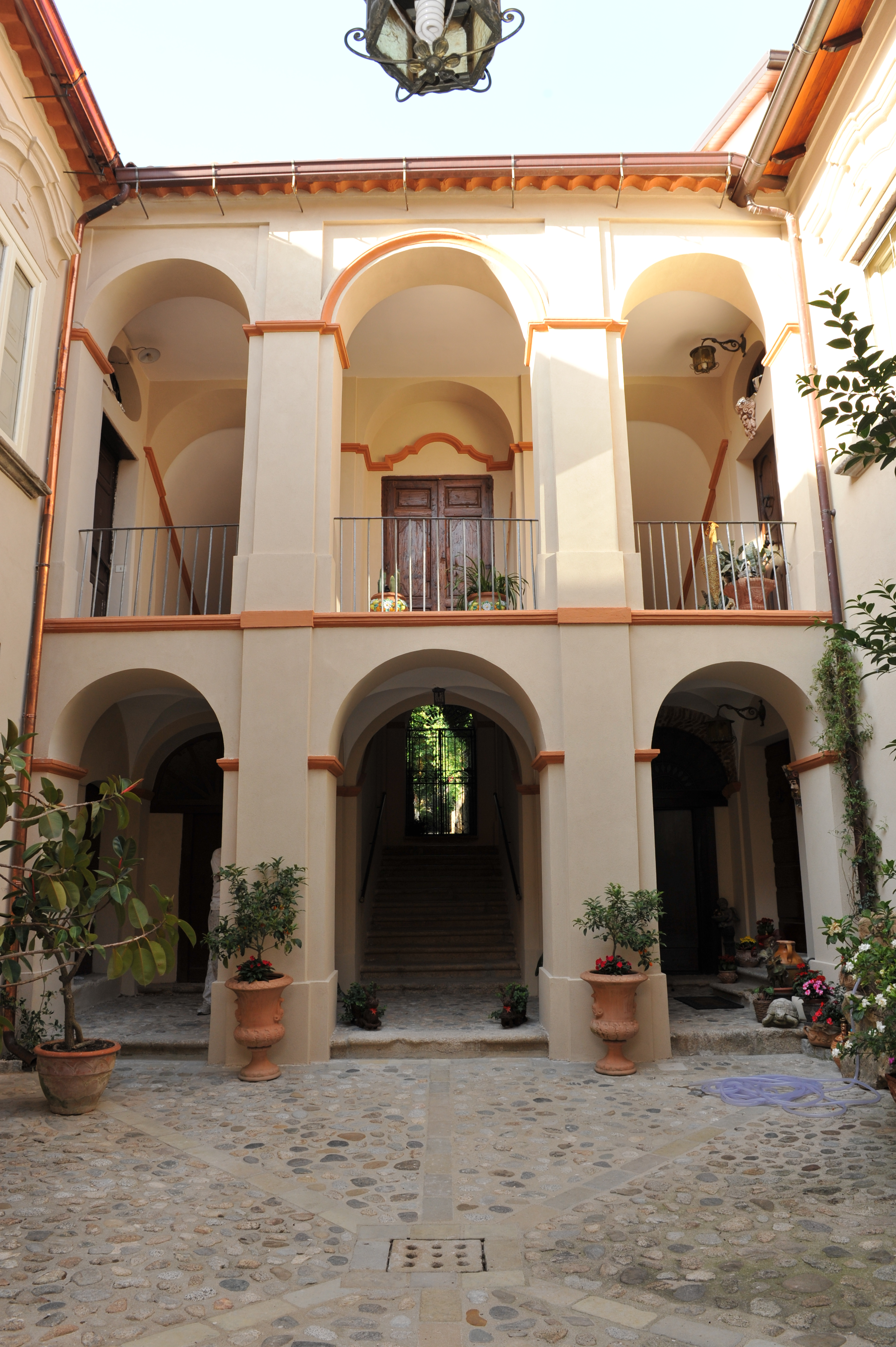
Innenhof nach der Restaurierung
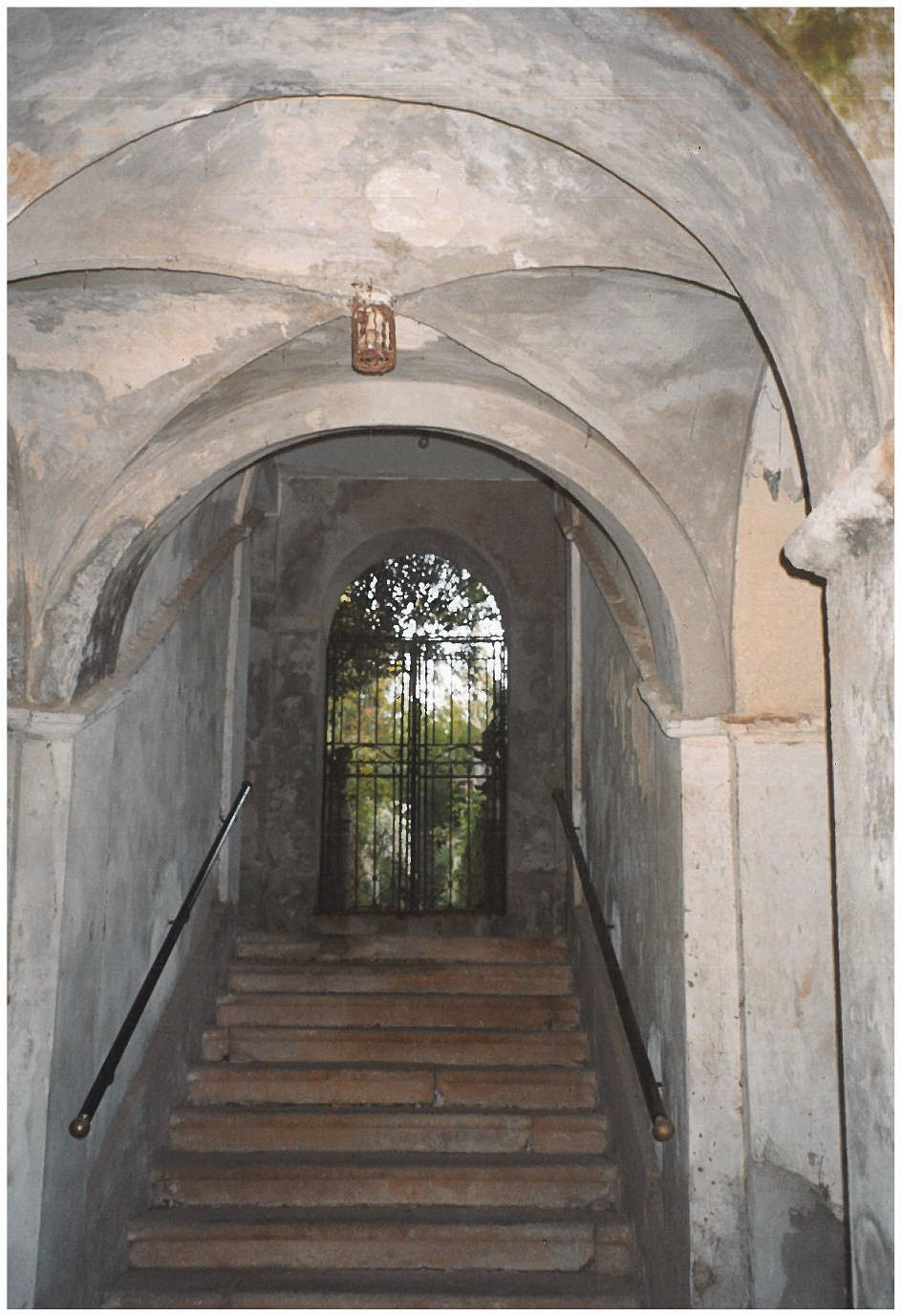
Erster Treppenzug vor der Restaurierung
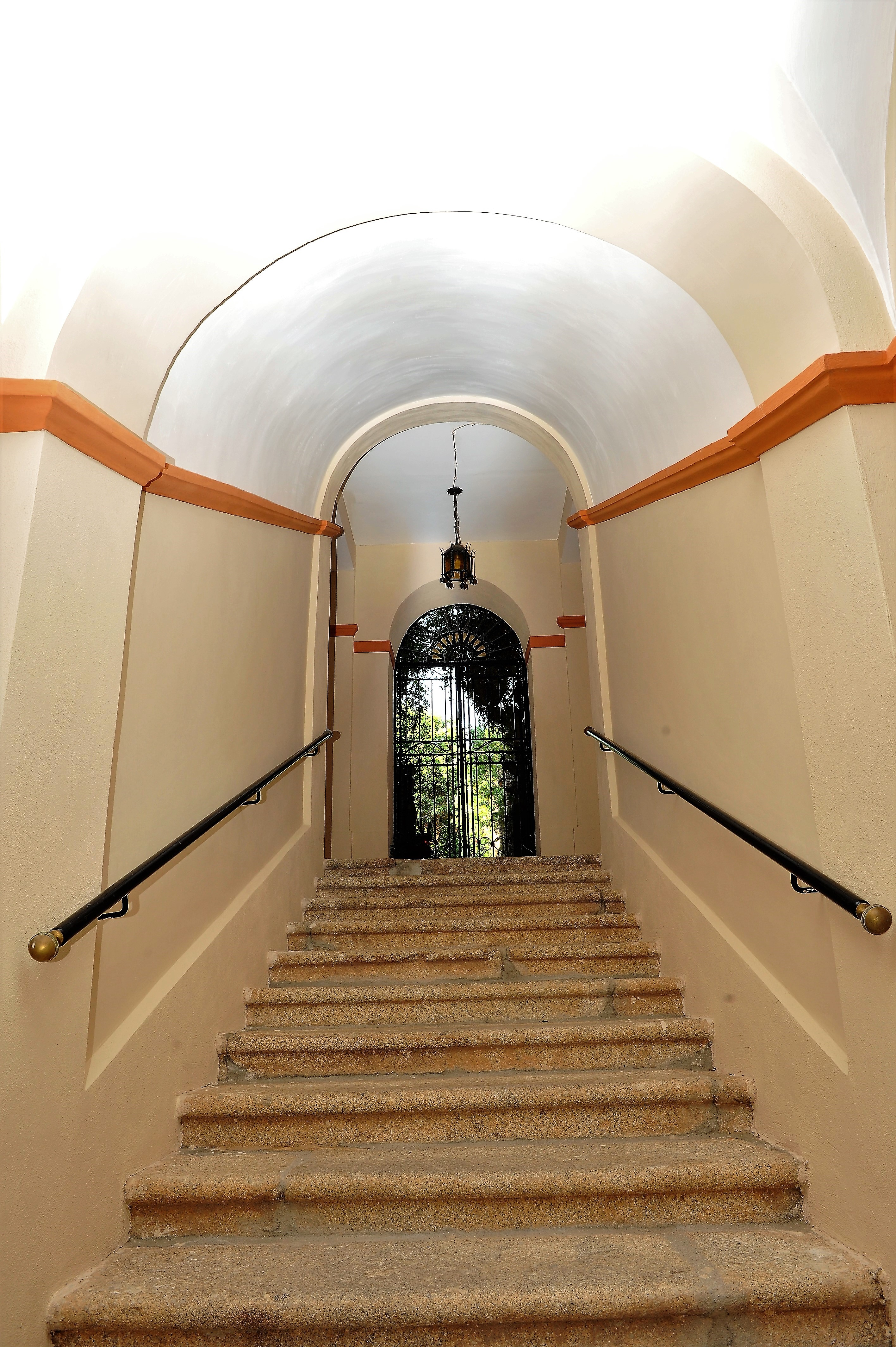
Erster Treppenzug nach der Restaurierung

## Erhaltungsrestaurierung
Projektant und Bauleiter der Erhaltungsrestaurierung des Palazzo Amendolea-Cavatore war der Architekt Luigi Giuseppe Massara.
Das Erhaltungsrestaurierungsprojekt entsprach der Ausschreibung der Soprintendenza per i Beni Architettonici e Paesaggistici und zielte darauf ab, das historisch-architektonische Bild des Palazzo Amendolea-Cavatore, eines der bedeutendsten, historischen Gebäude von Polistena, wiederherzustellen, indem seinen historischen Wert im lebendigen Herzen der Stadt schätzte, schützte und erhielt.
Heute, da die Räume für die Ausrichtung von Ausstellungen, Konferenzen und interaktiven Veranstaltungen, auch für didaktische Zwecke restauriert sind, kann der Palast als Ort der Kultur für die Gemeinde angesehen werden. Herzstück der Anlage ist der kürzlich restaurierte Innenhof, der mit seinen Mehrzweckausstellungsräumen dem Palast ermöglicht, an Kulturveranstaltungen von höchstem Niveau teilzunehmen.
Die kürzlichen Restaurierungen des Empfangssalons, des Innenhofs und des Treppenhauses haben diese Räume in altem Glanz erstrahlen lassen.
Alle Erhaltungsmaßnahmen, wie die Reinigung, die Erhaltung und der Schutz sind nach den Vorgaben der Soprintendenza ausgeführt worden, wobei auf die Erhaltung architektonischer und künstlerischer Güter spezialisierte Handwerker und Materialien bester im Handel erhältlicher Spezifikation eingesetzt wurden.
Die Restaurierungseingriffe folgten dem Prinzip der Erhaltung und Aufwertung des Originals.

### Bildergalerie

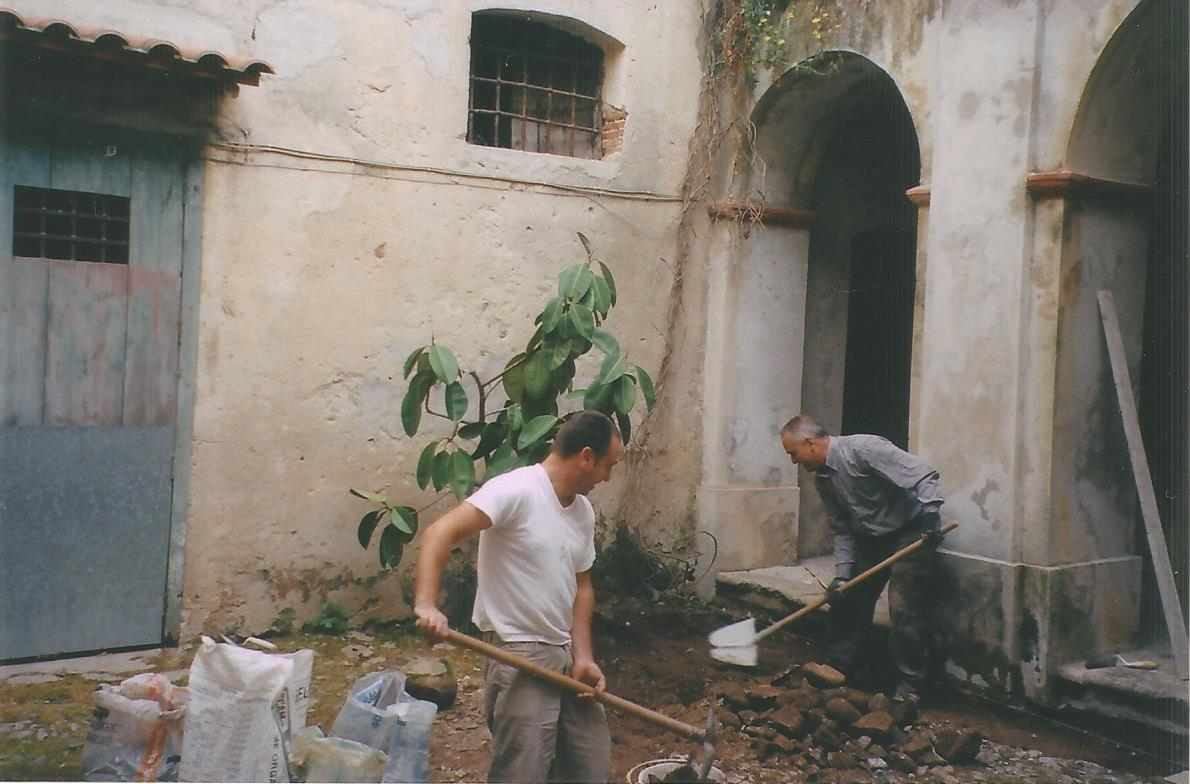
Pflasterarbeiten im Innenhof
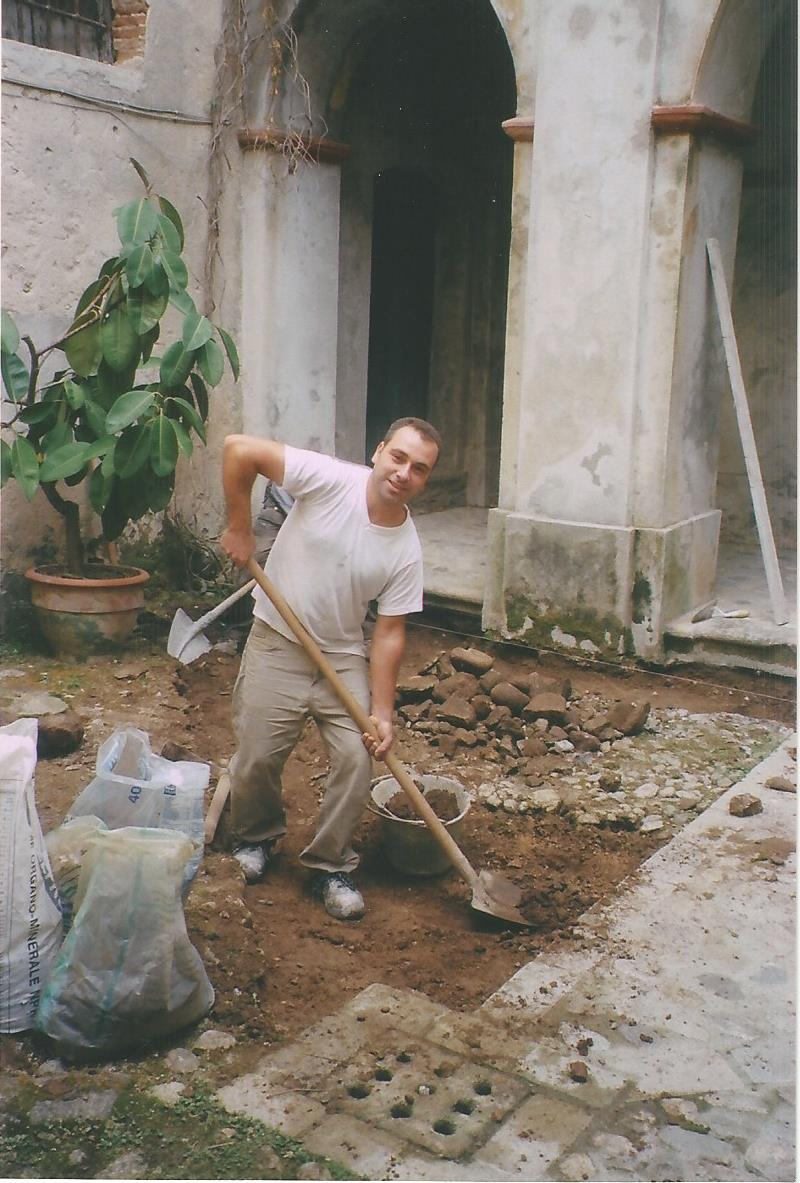
Arbeiten im Innenhof
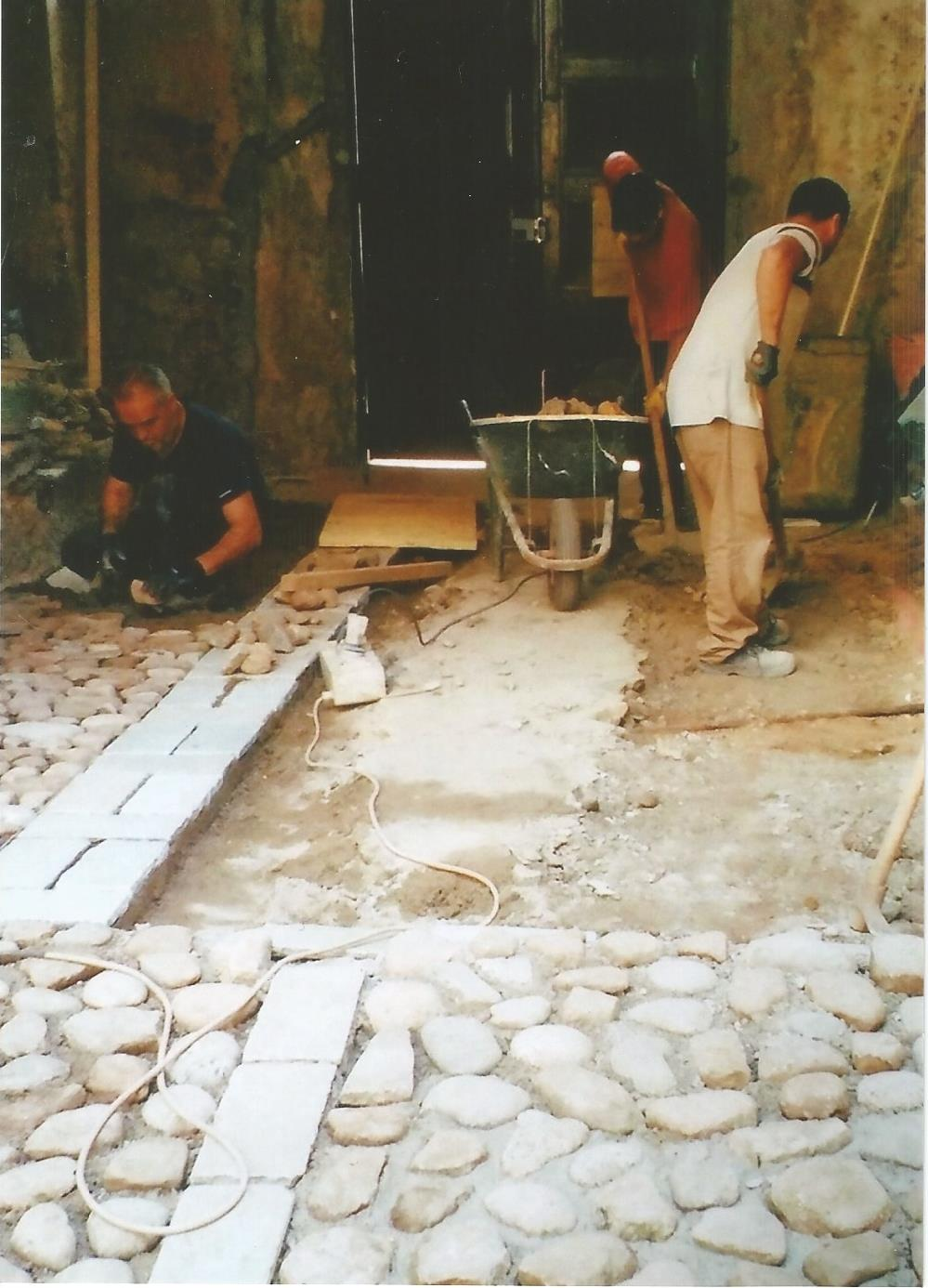
Pflasterarbeiten im Empfangssalon